# ۱۰۰ روز (فیلم ۱۹۹۱)
۱۰۰ روز (انگلیسی: 100 Days) فیلمی در ژانر تریلر روان‌شناختی است که در سال ۱۹۹۱ منتشر شد. از بازیگران آن می‌توان به جکی شروف، مدوری دیکشیت و مون مون سان اشاره کرد.